# Minosia berlandi
Minosia berlandi är en spindelart som beskrevs av Roger de Lessert 1929. Minosia berlandi ingår i släktet Minosia och familjen plattbuksspindlar.
Artens utbredningsområde är Kongo. Inga underarter finns listade i Catalogue of Life.